# Église Saint-André de Bourg-Argental
Pour les articles homonymes, voir Église Saint-André et Saint-André.
L'église Saint-André est une église bâtie au VIIIe siècle, située à Bourg-Argental. son portail est classé aux monuments historiques, depuis 1840.

## Historique
En 844, lors de l'achat du territoire de Bourg-Argental, par Arestagne au conte de Vienne, une «basilique», en l'honneur de la Vierge est mentionnée. Il ne reste que peu de récits sur ce premier bâtiment.
Au début du XIIe siècle, deux nefs latérales sont rajoutées, à une hauteur plus basse de la nef centrale. La chapelle Notre-Dame du Rosaire, fut construite en 1459, sous l'influence de Margueritte de Montchenu.
En 1835, le conseil municipal décide de l'agrandissement de l'église, constatant une capacité trop petite pour le nombre de fidèles présents sur la commune. Faute de financement, les travaux durent jusqu'en 1853, avec l'appui du cardinal Donnet.
L'église fait l'objet d'un classement au titre des monuments historiques par liste de 1840. Elle est cependant déclassée par décret du 19 novembre 1947, hormis son portail et ses colonnes.

## Bâtiment
La nef centrale est encadrée de douze colonnes, symbolisant les apôtres. Elle est éclairée par plusieurs vitraux, dont une représentation de saint Ferdinand et sainte Germaine. Au-dessus du baptistère, un écusson en pierre représente les armoiries de la famille Montchenu Beaussemblant.

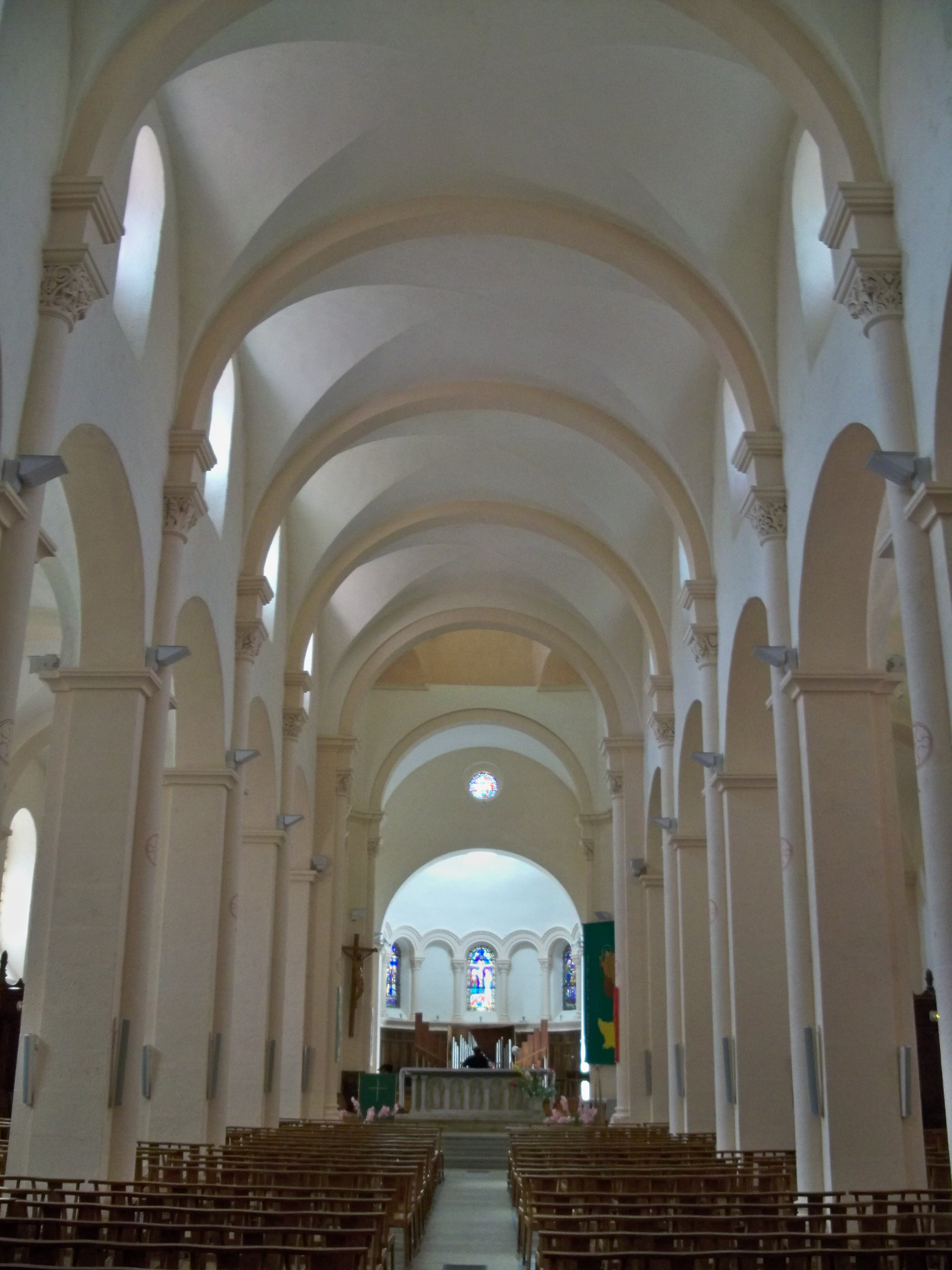
Nef de l'église Saint-André.
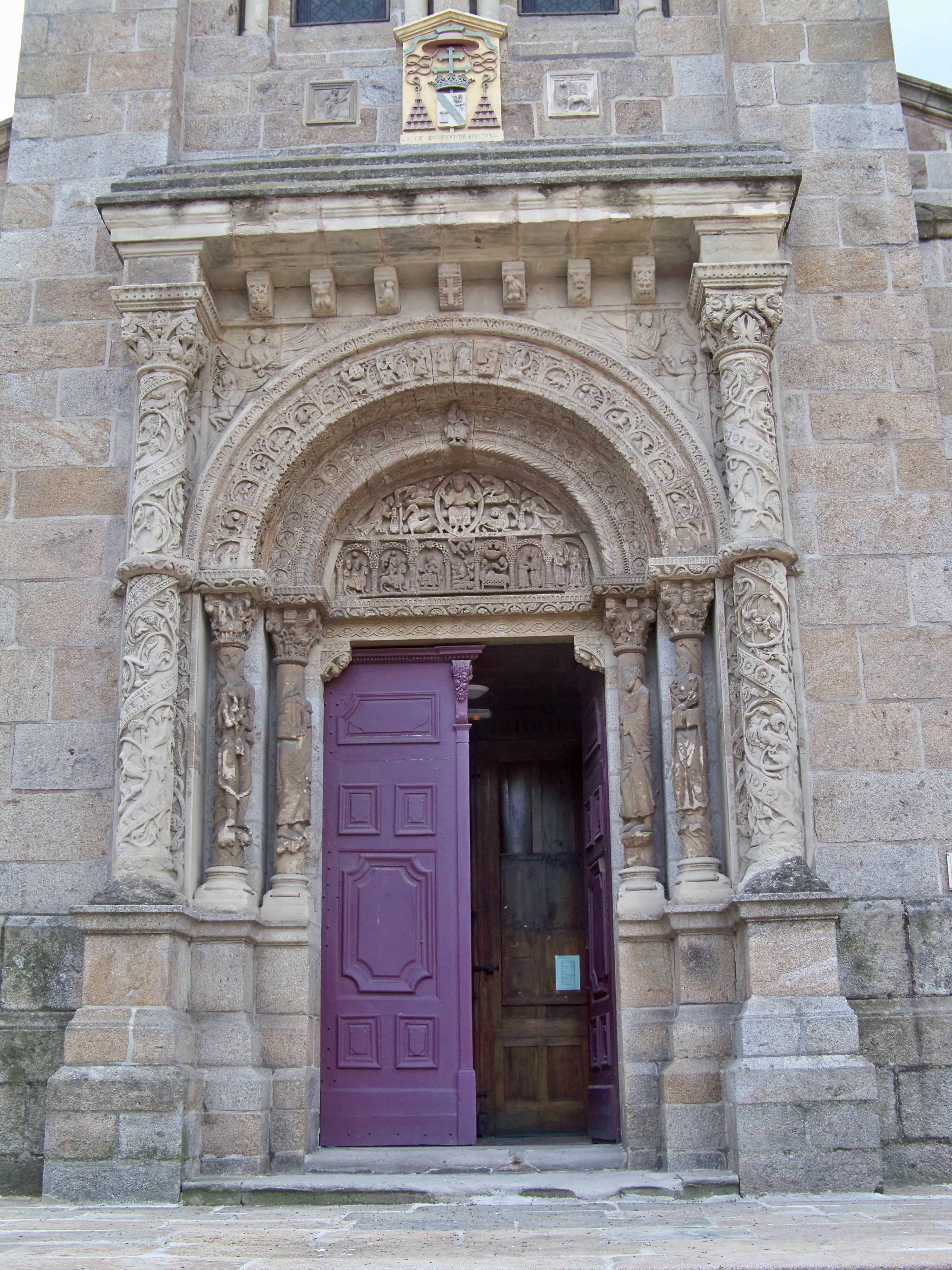
Portail principal.

## Mobilier
- Plusieurs éléments aux fonctions liturgiques précises : 
  - le siège de présidence,
  - la Croix du Christ,
  - l’ambon : un lutrin décoré d’un voile dont la couleur est choisie en fonction du temps liturgique. Il peut donc être vert, blanc, rouge ou violet,
  - l’autel en marbre,
  - le tabernacle,

permettent la célébration « face au peuple » issue du concile Vatican II (deuxième partie du XXe siècle).
- L'orgue, situé derrière l'autel, au cœur de l'abside porte la signature du facteur d’orgues Jean Bourgarel de Menotey (Jura) [2].
- Statue de saint Antoine de Padoue et de saint Jean-Marie Vianney
- Vierge noire
- Pierre funéraire de la famille Mayol

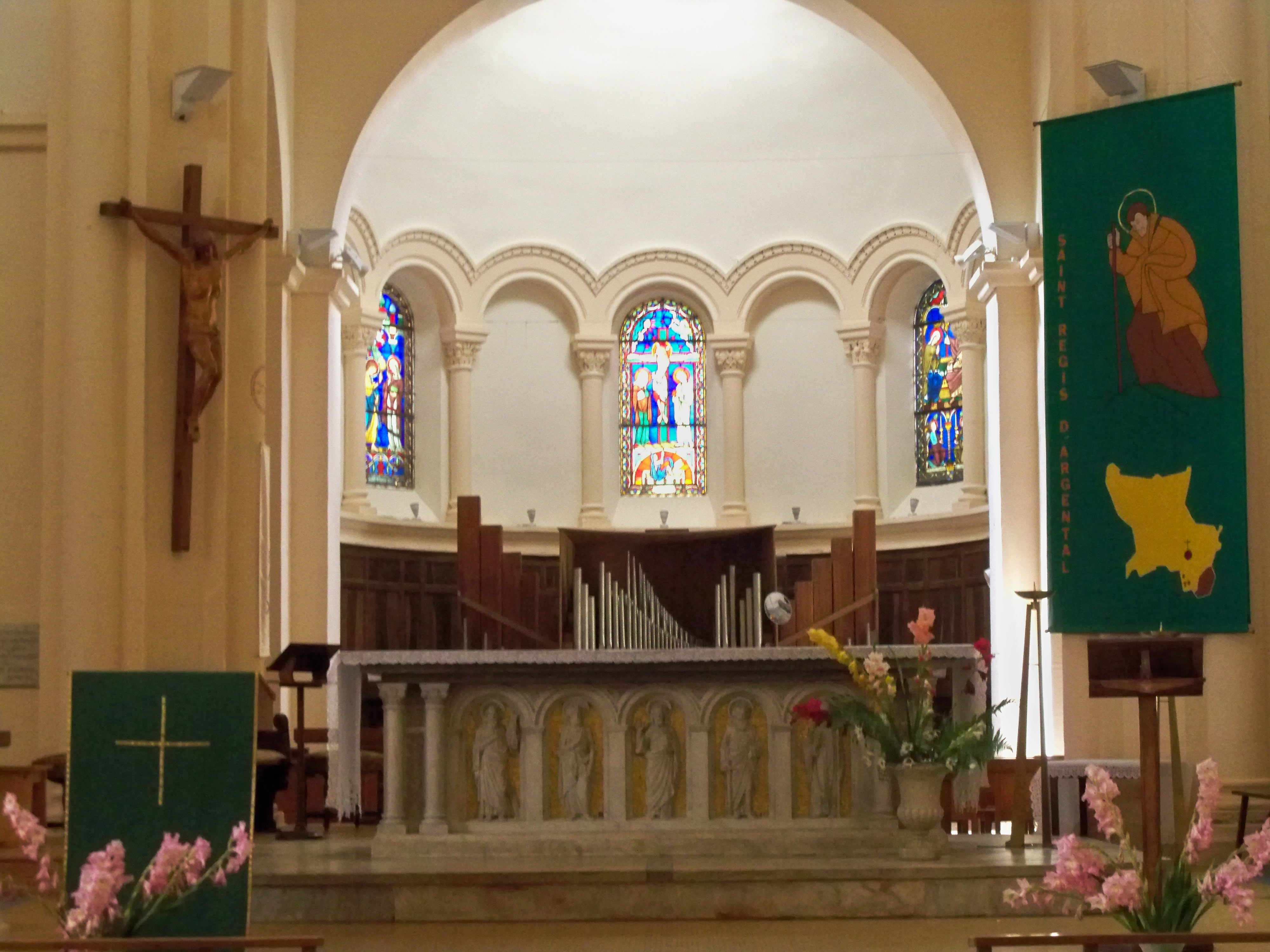
Chœur de l'église Saint-André
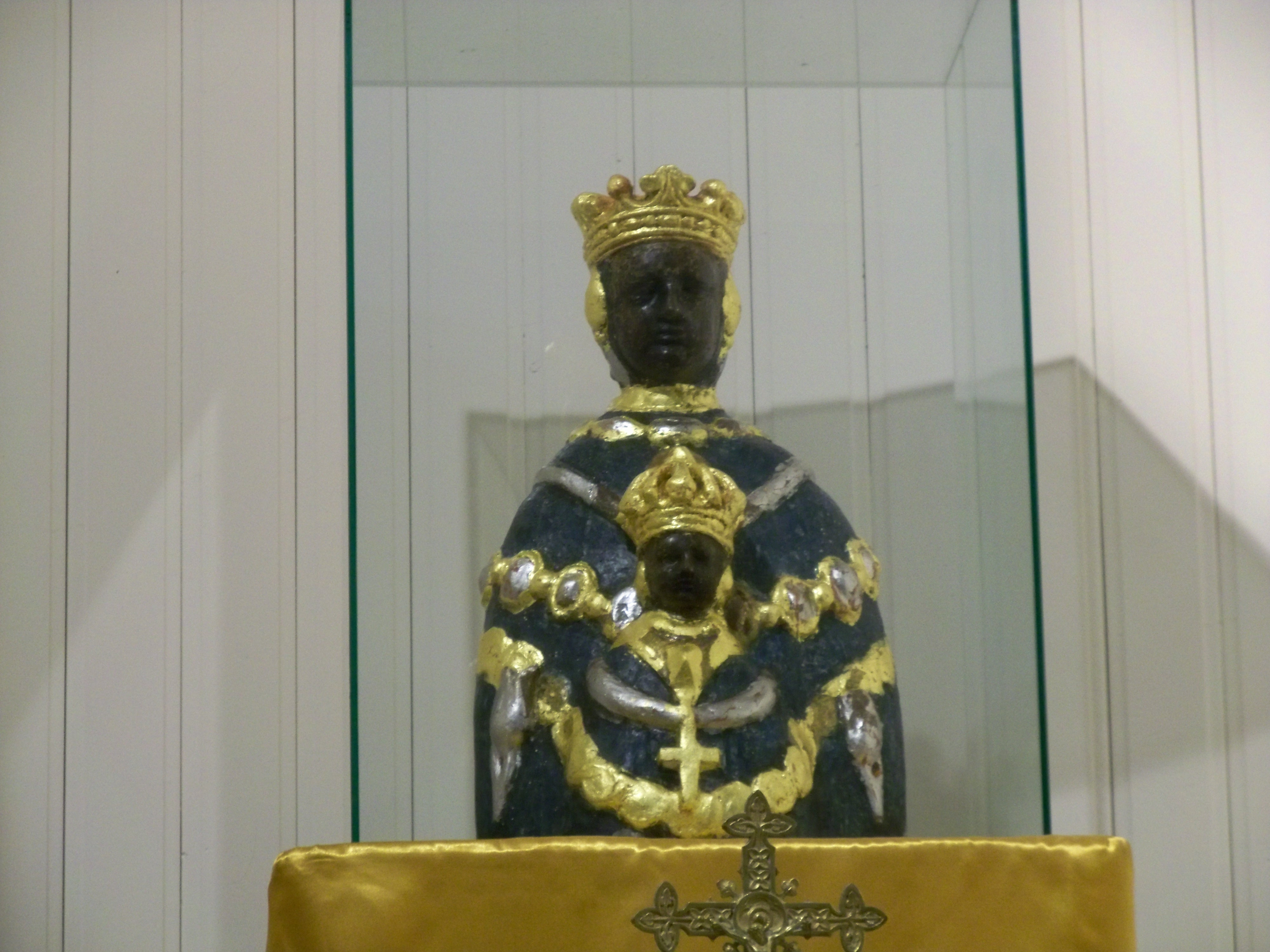
Vierge.
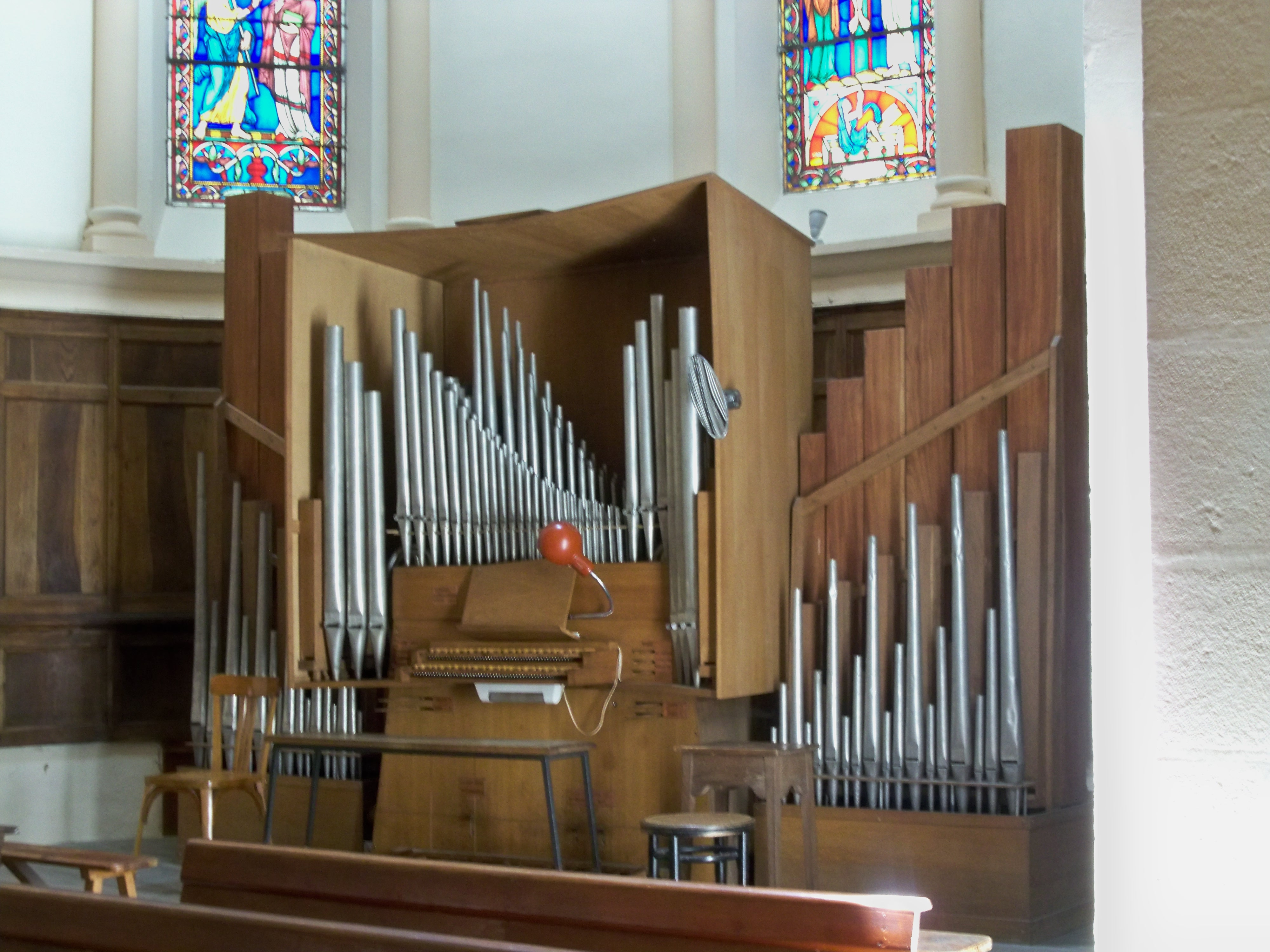
Orgue.
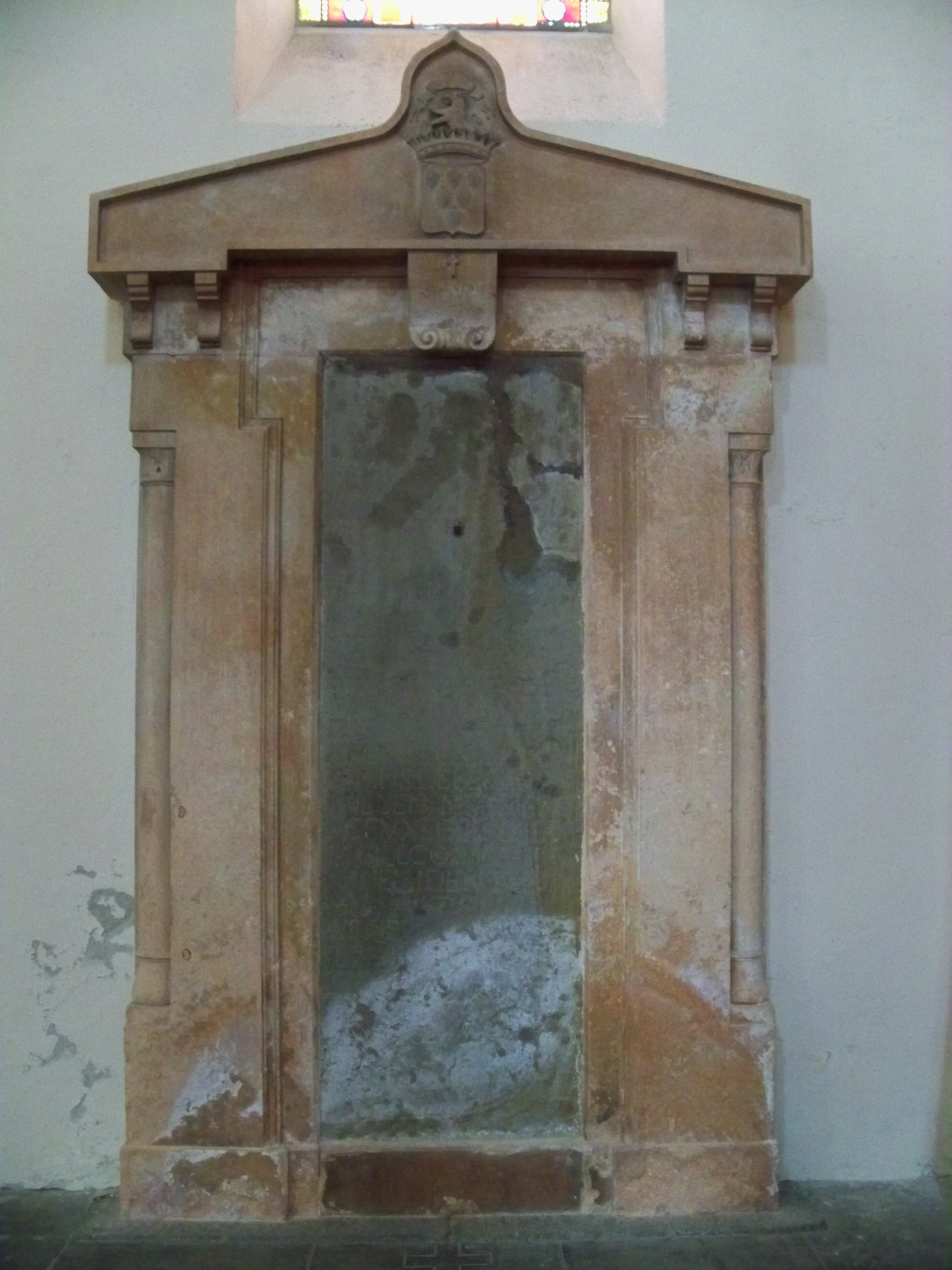
Pierre funéraire famille Mayol.

## En savoir plus